# Cinderella (2015)
Cinderella (Nederlandse titel: Assepoester) is een Amerikaans-Britse film uit 2015 onder regie van Kenneth Branagh. De film ging in première op 13 februari op het Internationaal filmfestival van Berlijn (buiten competitie).

## Verhaal
Het sprookje Assepoester is gebaseerd op de verhalen Cendrillon van Charles Perrault en Aschenputtel van de gebroeders Grimm. Op enkele kleine wijzigingen na volgt de film het verhaal van de gelijknamige tekenfilm uit 1950.

## Rolverdeling
| Figuur                       | Acteur (origineel)   | Stemacteur (Nederland) | Stemacteur (Vlaanderen) |
| ---------------------------- | -------------------- | ---------------------- | ----------------------- |
| Ella (Assepoester)           | Lily James           | Caro Lenssen           | Daphne Paelinck         |
| Ella (Assepoester), zangstem |                      | Ziggy Wijnberg         |                         |
| Ella (Assepoester), 10 jr.   | Eloise Webb          |                        |                         |
| Stiefmoeder / Lady Tremaine  | Cate Blanchett       | Sanne Wallis de Vries  | Tania Kloek             |
| Prins Kit                    | Richard Madden       | Kevin Hassing          | Louis Talpe             |
| Goede fee                    | Helena Bonham Carter | Marjolein Algera       | Myriam Bronzwaar        |
| Anastasia                    | Holliday Grainger    | Abbey Hoes             | Inge Paulussen          |
| Drizella                     | Sophie McShera       | Pip Pellens            | Britt Van Der Borght    |
| Koning                       | Derek Jacobi         | Kees van Lier          | Marc Bober              |
| Groothertog                  | Stellan Skarsgård    | Rob van de Meeberg     | Dirk Lavrysen           |
| Kapitein                     | Nonso Anozie         | Murth Mossel           | Mathias Sercu           |
| Ella's vader                 | Ben Chaplin          | Wiebe-Pier Cnossen     | Mark Stroobants         |
| Ella's moeder                | Hayley Atwell        | Niki Romijn            | Sandrine André          |
| Koninklijke omroeper         | Alex Macqueen        | Huub Dikstaal          | Hans van Cauwenberghe   |
| Meester Phineus              | Rob Brydon           |                        |                         |
| Prinses Chelina van Zaragoza | Jana Pérez           |                        |                         |
| Hagedis-lakei                | Tom Edden            |                        |                         |
| Gans-koetsier                | Gareth Mason         |                        |                         |
| Regie                        |                      | Anneke Beukman         | Mieke Laureys           |
| Vertaling                    |                      | Judith Dekker          | Marc Heyndrickx         |